# Dulee Johnson
Dulee Johnson (ur. 7 listopada 1984 w Monrovii) – liberyjski piłkarz grający na pozycji pomocnika. Mierzy 176 cm wzrostu.

## Kariera
Johnson grał w młodzieżowym turnieju Gothia Cup w 1998 i został zauważony przez szwedzki klub Floda BoIF. W 2001 przeniósł się do klubu BK Häcken, który w tym czasie grał w pierwszej lidze. Häcken spadł do drugiej po sezonie 2001, ale Johnson pozostał w drużynie.
Jest synem byłego zawodnika i menadżera Josiah Johnsona
W lipcu 2008 roku Johnson podpisał 3-letni kontrakt z Maccabi Tel Awiw na 300.000 € za sezon, w tym 200.000 € bonusu za podpisanie. Jednakże spędził tylko jeden sezon w izraelskim zespole, strzelając jednego gola i zaliczjąc dwie asysty. Pomógł wygrać drużynie Toto Cup. Opuścił klub w czerwcu 2009 roku i podpisał kontrakt z jego poprzednim klubem AIK.
W marcu 2010 roku otrzymał szwedzkie obywatelstwo i jest obecnie graczem europejskim. Według szwedzkiej gazety Aftonbladet, obywatelstwo przyznano mu mimo obecności w rejestrze karnym kraju – był skazany za jazdę pod wpływem alkoholu i przemocy nad swoją dziewczyną w 2005.
W październiku 2010 roku Johnson został podejrzany o gwałt na 22 letniej kobiecie. w następstwie rozpoczęły się problemy ze sponsorami. Następnie w dniu 6 grudnia 2010 Sąd Najwyższy uniewinnił go z wszystkich zarzutów, jednak 7 grudnia AIK ogłosił, że osiągnięte zostało porozumienie i umowa z Johnsonem zostanie rozwiązana.
W dniu 21 stycznia 2011 ogłoszono, że Dulee Johnson podpisał 18-miesięczny kontrakt z greckim Panetolikos. Następnie grał w De Graafschap, AmaZulu FC, IK Brage, Săgeata Năvodari, CSMS Jassy i Moss FK. W 2016 grał w zespołach Molde FK oraz IK Start.